# Pfullingen

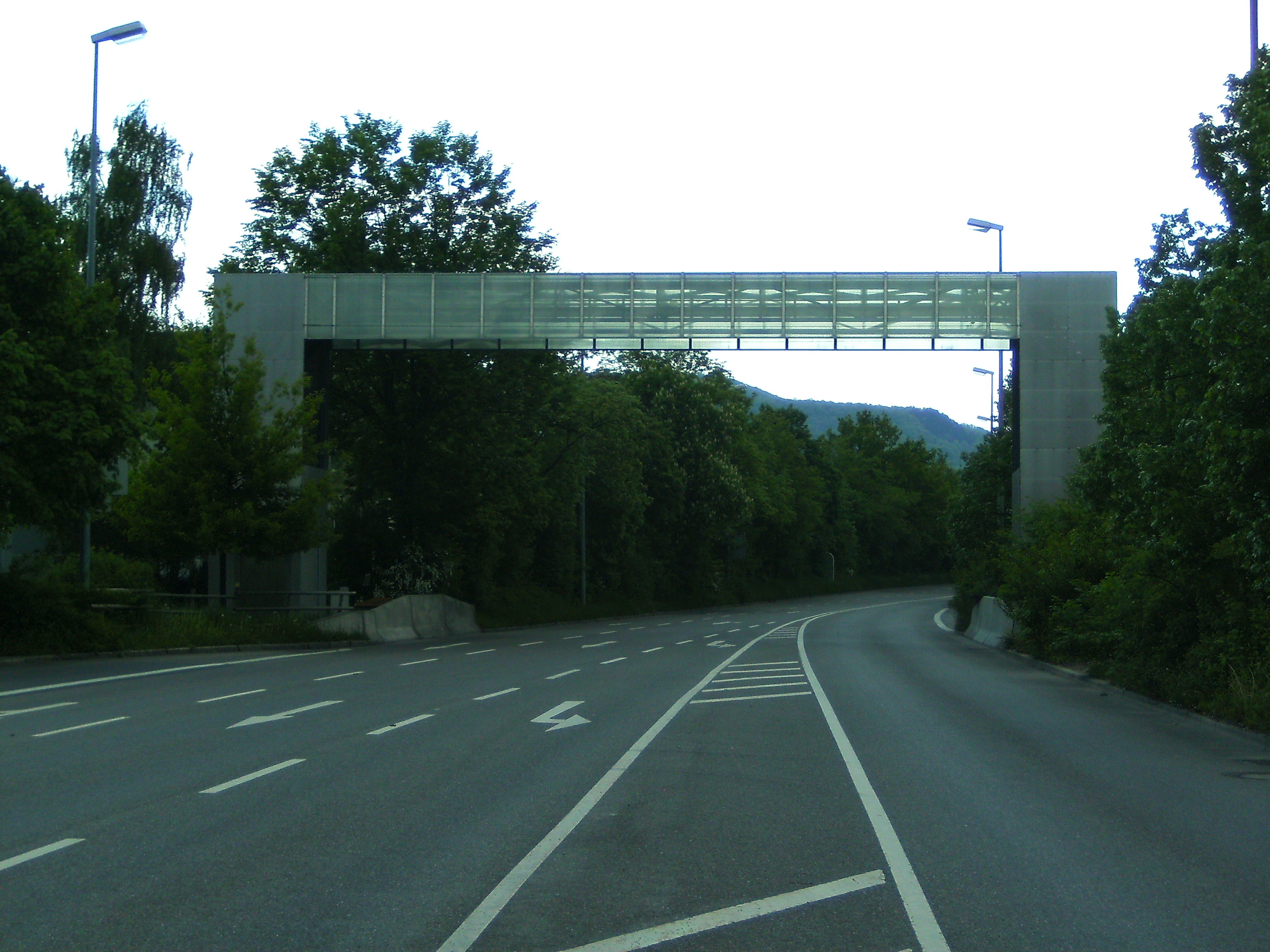
Kładka dla pieszych

Pfullingen – miasto w Niemczech, w kraju związkowym Badenia-Wirtembergia, w rejencji Tybinga, w regionie Neckar-Alb, w powiecie Reutlingen. Leży częściowo w Jurze Szwabskiej, ok. 4 km na południe od Reutlingen.

## Współpraca
Miejscowości partnerskie:
- Großbreitenbach, Turyngia
- Lichtenstein/Sa., Saksonia
- Passy, Francja